# Occhiobello
Occhiobello (velenceiül Ociobeło) település Olaszországban, Veneto régióban, Rovigo megyében. Lakosainak száma 12 016 fő (2023. január 1.). Occhiobello Ferrara, Stienta, Canaro és Fiesso Umbertiano községekkel határos.

## Népesség
A település lakossága az elmúlt években az alábbi módon változott:
| Lakosok száma | 11 958 | 11 993 | 12 016 |
|               | 2017   | 2018   | 2023   |